# XI Brygada Piechoty (II RP)
XI Brygada Piechoty (XI BP) – brygada piechoty Wojska Polskiego II RP.

## Historia brygady
XI Brygada Piechoty została sformowana w 1919 roku, w składzie 6 Dywizji Piechoty.
W październiku – listopadzie 1921 roku dowództwo XI BP przeformowane zostało w dowództwo piechoty dywizyjnej lub rozformowane (?), a oba pułki podporządkowane bezpośrednio dowódcy 6 Dywizji Piechoty.

## Dowódcy brygady
- płk Kazimierz Piotrowski (od 28 V 1919[1])
- płk SG Karol Sztakelberg (od 8 VIII 1919[2])
- płk Ignacy Pick (16 XII 1919 - 11 III 1921[potrzebny przypis])
- płk Karol Szemiot (15 VII 1920 – 29 X 1921)[3]

## Organizacja
- dowództwo XI Brygady Piechoty
- 12 pułk piechoty
- 16 pułk piechoty